# Santa Eufemia del Arroyo (kommun)
Santa Eufemia del Arroyo är en kommun i Spanien.   Den ligger i provinsen Provincia de Valladolid och regionen Kastilien och Leon, i den centrala delen av landet, 210 km nordväst om huvudstaden Madrid.